# Record de France de natation messieurs du 4 × 50 mètres nage libre
Le record de France de natation sportive messieurs pour l'épreuve du 4 × 50 mètres libre concerne les records obtenus par les athlètes dans cette épreuve en bassin de 25 mètres.

## Bassin de 25 mètres
| Temps            | Laps    | Athlète            | Naissance | Âge | Équipe | Compétition               | Lieu     | Date             |
| ---------------- | ------- | ------------------ | --------- | --- | ------ | ------------------------- | -------- | ---------------- |
| 1 min 25 s 16    |         |                    |           |     |        | Championnats d'Europe (f) | Helsinki | 10 décembre 2006 |
|                  | 21 s 99 | Frédérick Bousquet | 1981      | 25  |        |                           |          |                  |
|                  | 21 s 06 | Julien Sicot       | 1978      | 28  |        |                           |          |                  |
|                  | 21 s 26 | David Maitre       | 1980      | 26  |        |                           |          |                  |
|                  | 20 s 85 | Alain Bernard      | 1983      | 23  |        |                           |          |                  |
| 1 min 24 s 98    |         |                    |           |     |        | Championnats d'Europe (f) | Debrecen | 16 décembre 2007 |
|                  | 21 s 94 | Antoine Galavtine  | 1985      | 22  |        |                           |          |                  |
|                  | 21 s 07 | Alain Bernard      | 1983      | 24  |        |                           |          |                  |
|                  | 20 s 90 | David Maitre       | 1980      | 27  |        |                           |          |                  |
|                  | 21 s 07 | Amaury Leveaux     | 1985      | 22  |        |                           |          |                  |
| 1 min 22 s 38 RM |         |                    |           |     |        | Championnats d'Europe (s) | Rijeka   | 14 décembre 2008 |
|                  | 20 s 77 | Alain Bernard      | 1983      | 25  |        |                           |          |                  |
|                  | 20 s 54 | Fabien Gilot       | 1984      | 24  |        |                           |          |                  |
|                  | 20 s 95 | Antoine Galavtine  | 1985      | 23  |        |                           |          |                  |
|                  | 20 s 12 | Frédérick Bousquet | 1981      | 27  |        |                           |          |                  |
| 1 min 20 s 77 RM |         |                    |           |     |        | Championnats d'Europe (f) | Rijeka   | 14 décembre 2008 |
|                  | 20 s 64 | Alain Bernard      | 1983      | 25  |        |                           |          |                  |
|                  | 20 s 33 | Fabien Gilot       | 1984      | 24  |        |                           |          |                  |
|                  | 19 s 93 | Amaury Leveaux     | 1985      | 23  |        |                           |          |                  |
|                  | 19 s 87 | Frédérick Bousquet | 1981      | 27  |        |                           |          |                  |